# Магдалена Андерссон
Е́ва Магдале́на А́ндерссон (швед. Eva Magdalena Andersson; нар. 23 січня 1967, Уппсала) — шведська економістка та політична діячка. Прем'єр-міністерка Швеції з 30 листопада 2021 до 18 жовтня 2022 року. Голова Соціал-демократичної партії з 4 листопада 2021. Міністерка фінансів Швеції (2014—2021).

## Життєпис
Випускниця Школи економіки у Стокгольмі, в якій також деякий час працювала у першій половині 1990-х років. 1995 року пройшла курс у Гарвардському університеті. 1996 року приєдналась до уряду. Андерссон була політичною радницею в уряді прем'єр-міністра Йорана Перссона (до 1998), а потім директором з планування в цьому уряді (1998—2004) і на посаді державної секретарки у Міністерстві фінансів (2004—2006). З 2007 по 2009 рік працювала у парламентській фракції соціал-демократів, до 2012 року Андерссон працювала директором Шведського податкового агентства (Skatteverket). 2012 року стала представницею Соціал-демократичної партії з питань економічної політики.
Голова Соціал-демократичної партії з 4 листопада 2021. 24 листопада 2021 року за її призначення прем'єр-міністеркою проголосували 174 депутати Риксдагу з 369. За шведською системою кандидату в прем'єр-міністри для призначення достатньо того, щоб голосів проти було менше половини від кількості мандатів. Офіційно мала обійняти посаду 26 листопада 2021 року після зустрічі з королем Карлом XVI Густавом. Андерссон стала б першою жінкою-прем'єр-міністром в історії Швеції. Андерссон також окреслила політичні пріоритети на посаді прем'єрки — повернути демократичний контроль над школами та охороною здоров'я, відмова від приватизації сектору соціального забезпечення, лідерство Швеції у боротьбі зі зміною клімату. Однак за кілька годин вона подала у відставку через те, що Партія зелених оголосила, що покине уряд після того, як шведський парламент проголосував за опозиційний бюджет. Спікер парламенту Швеції Андреас Норлен задовольнив прохання Магдалени Андерссон про відставку та лідери партій повернулися до питання формування нового уряду.
29 листопада 2021 року Риксдаг проголосував за її призначення прем'єр-міністром: «за» проголосував 101 депутат, «проти» — 173, 75 — утримались. 30 листопада 2021 року офіційно обійняла посаду прем'єр-міністра, ставши першою жінкою на цій посаді.